# Тополинский сельсовет (Солонешенский район)
Тополинский сельсовет — муниципальное образование со статусом сельского поселения и административно-территориальное образование в Солонешенском районе Алтайского края России. Административный центр — село Топольное.

## Демография
По результатам Всероссийской переписи населения 2010 года, численность населения муниципального образования составила 1146 человек, в том числе 571 мужчина и 575 женщин. Оценка Росстата на 1 января 2012 года — 1106 человек.

## Населённые пункты
В состав сельского поселения входит 4 населённых пункта:
- село Елиново,
- село Рыбное,
- посёлок Тог-Алтай,
- село Топольное.

## Достопримечательности
В 2004 году в 3 км выше по течению от устья правого притока Ануя реки Карама был найден один из самых древнейших археологических памятников в России — стоянка Карама, возраст которой, по предварительным оценкам, составляет 600—800 тыс. лет.
На правом берегу реки Ануй, в 18 км выше села Топольное, в 15 км выше стоянки Карама, была открыта Денисова пещера, исследование которой позволило проследить развитие человеческого общества в регионе начиная с эпохи каменного века до этнографического времени и выявить новый подвид человека — денисовцев.